# Fenyő-pereszke
A fenyő-pereszke (Tricholoma terreum) az osztatlan bazídiumú gombák (Homobasidiomycetes) osztályának a kalaposgombák (Agaricales) rendjébe, ezen belül a pereszkefélék (Tricholomataceae) családjába tartozó faj.

## Előfordulása
A fenyő-pereszke főként ősszel, fenyőerdőben termő, ehető gombafaj.

## Megjelenése
Kalapja 2–10 cm átmérőjű fiatalon kúpos, később laposabb, de közepén kissé csúcsos, szürke, szálas, nemezes tapintású, ritkán sötétebb apró pikkelyek borítják.
Lemezei közepesen sűrűn állók, a tönk irányában felfelé íveltek, fehéres-szürkék. Spórapora fehér.
Tönkje rövid, 3–10 cm hosszú, színe a kalaphoz hasonló, néha szálasan csíkozott. Mélyen ül az avarban.
Húsa fehér vagy szürke, a tönkben rostos.

## Felhasználhatósága
Bőven termő, jóízű ehető gomba. A kalap bőrét az étel elkészítéséhez tanácsos eltávolítani a jobb ízhatás érdekében.

## Összetéveszthetősége
Több gombafaj hasonlít hozzá. A mérgező gombák közül hasonlít hozzá a Magyarországon ritkán előforduló párducpereszke, amelynek a kalapját azonban szürkésfekete jól kifejlett pikkelyek borítják, a tönkje pedig középen vastag, hasas. Hasonló alakú gombák a susulykák. Ezek kalapja sugarasan repedező, színben eltérőek, lemezeiken pedig megjelenik a barnás árnyalat.

## Képek

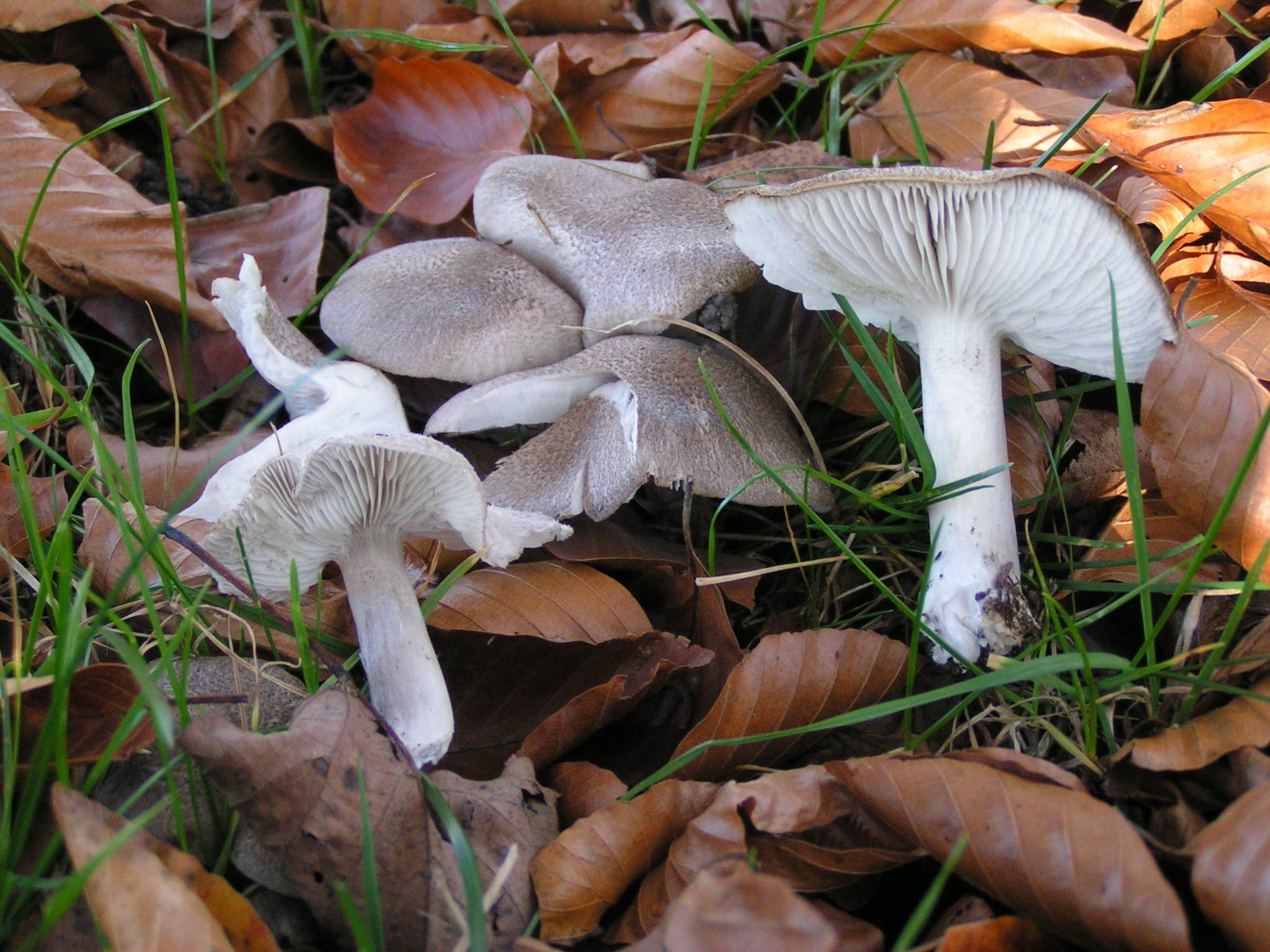
Fenyőpereszke
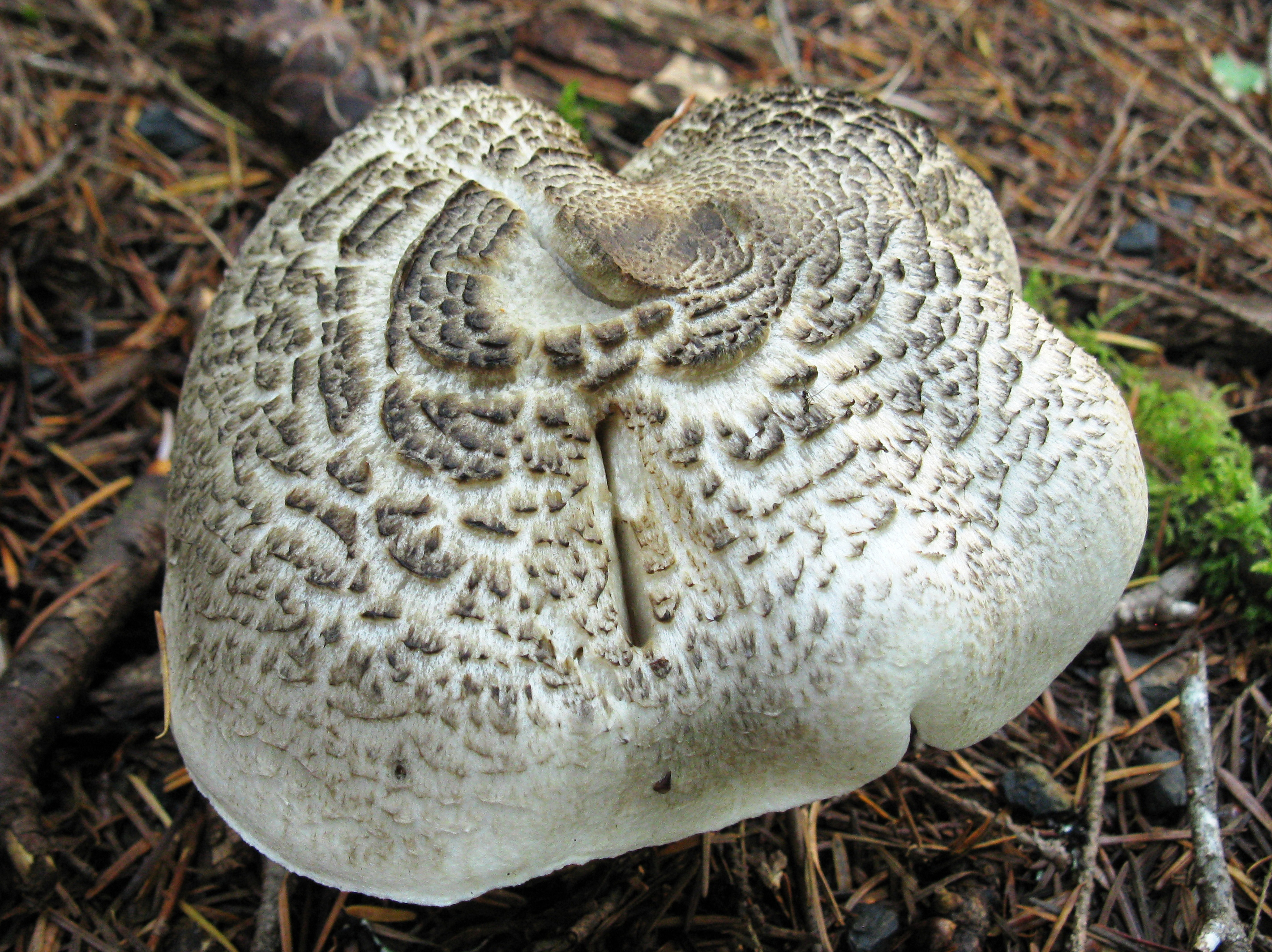
A mérgező párducpereszke kalapja

## A faj az irodalomban
- A fajról szól Szakonyi Károly Fenyőpereszke című novellája. (Kötetben megjelent a szerző Magányos biciklista című, 1983-as kiadású, gyűjteményes kötetében.)